# ازدنیک پوسپخ
ازدنیک پوسپخ (چکی: Zdeněk Pospěch؛ زادهٔ ۱۴ دسامبر ۱۹۷۸) بازیکن فوتبال اهل جمهوری چک بود.
از باشگاه‌هایی که در آن بازی کرده‌است می‌توان به باشگاه فوتبال ماینتس ۰۵، باشگاه فوتبال اسپارتا پراگ، باشگاه فوتبال کپنهاگن، و باشگاه فوتبال بانیک استراوا اشاره کرد.
وی همچنین در تیم ملی فوتبال جمهوری چک بازی کرده‌است.